# Shenandoah (Iowa)
Shenandoah è una città degli Stati Uniti d'America, situata nello Stato dell'Iowa, nella Contea di Page e in parte nella Contea di Fremont. La popolazione era di 4.925 abitanti al momento del censimento statunitense del 2020.